# Punizione (pedagogia)

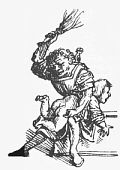
Studente punito - fonte medioevale

In pedagogia, la punizione (castigo) è un metodo educativo di correzione, molto diffuso: è applicato dal genitore, dal docente o da un'altra figura autorevole nei confronti del bambino. Normalmente essa è una sanzione per un comportamento scorretto, analogamente alla pena inflitta all'adulto resosi responsabile di un illecito o di un reato.
La valenza della punizione in quanto metodo educativo è stata oggetto di controversie, in particolare nel XX secolo: ricerche di carattere psicologico e psicoanalitico, svolte per esempio da Bruno Bettelheim, Donald Woods Winnicott e Alice Miller, hanno evidenziato (con varie motivazioni) la scarsa utilità e persino la nocività di un approccio educativo basato sulla punizione, in particolare fisica. Alice Miller sostiene che la punizione corporale produca, nel bambino, un dolore non passibile di rimozione e un trauma psicologico che potrebbero segnare (attraverso meccanismi di reazione come l'autoritarismo e il disturbo depressivo) il suo sviluppo nella fase adulta.
Dal punto di vista storico, si può menzionare una considerazione (elementare e, probabilmente, derivata da semplici dati empirici) di San Giovanni Bosco (prelato, educatore e fondatore dell'ordine dei Salesiani) il quale, nella sua esposizione, si esprime contro ogni metodo di punizione corporale adducendo motivazioni poi riprese da altri studiosi.
La "pedagogia nera", al contrario, sostiene un modello educativo in cui la violenza e le punizioni sono legittime: afferma che il bambino è, tendenzialmente, portato ad assumere abitudini "viziose" (cattive, autolesioniste, antimorali, antisociali) laddove il genitore, o tutore, non intervenga correggendolo e reprimendo le sue naturali tendenze. In tal caso la punizione è, quindi, uno strumento educativo e di insegnamento: attraverso una punizione, anche fisica, si otterrebbe il risultato di trasmettere al bambino il messaggio che il rispetto delle regole è necessario e che la trasgressione comporta sanzioni e sofferenze. Secondo questa pedagogia, la punizione è l'unico metodo efficace per trasmettere questo tipo di messaggio senza ingenerare confusioni dovute alla scarsa capacità di comprendere, propria del bambino.

## Metodi di punizione
Nell'ambito di punizioni e castighi, esistono più accezioni e sfumature: dalle punizioni più lievi (il "mettere in castigo" qualcuno) a quelle più pesanti, e addirittura al "castigo divino". Questo è un avvenimento particolarmente nefasto, visto come una vendetta della divinità da parte di chi lo subisce (un famoso esempio, citato dalla Bibbia, è il diluvio universale).
Tra i metodi punitivi applicati, nei confronti dei bambini, vi sono:
- Punizioni corporali:
  - La bacchettata sulle mani, sui piedi oppure sul altre parti del corpo più delicate e sensibili;
  - La sberla, inferta senza preavviso;
  - Il digiuno, l'astensione dal cibo e dalle bevande ("andare a letto senza cena");
  - L'umiliazione fisica, attraverso l'assunzione di posizioni scomode, dolorose e imbarazzanti (in ginocchio sul pavimento, sulla ghiaia ecc.);
- Punizioni non corporali:
  - La sgridata o il rimprovero;
  - La reclusione in spazio chiuso e buio, sigillato dall'esterno;
  - L'isolamento, anche tramite l'allontanamento dagli spazi della società fino a nuovo ordine;
  - La privazione di attività care oppure di oggetti personali;
  - L'imposizione di attività faticose, noiose, banali o non gradite (assegnazione di ulteriori compiti scolastici, lavori fisici ecc.);
  - L'applicazione di simboli punitivi in qualche modo legati alla presunta colpa (ad esempio, le "orecchie d'asino" applicate un tempo agli studenti non diligenti nello studio).

## Motivi di punizione
Le punizioni motivate possono essere suddivise in base alla figura che le impartisce e ai motivi:
- A livello familiare:
  - Conseguimento, a scuola, di voti negativi e note disciplinari;
  - Turpiloquio, parolacce e bugie;
  - Danno fisico o morale a persone;
  - Distruzione di oggetti costosi;
  - Disobbedienza a ordini e/o consigli importanti;
  - Perdita, o smarrimento, di oggetti personali importanti;
  - Utilizzo di toni aggressivi;

- A livello scolastico:
  - Disturbo della lezione;
  - Uso di strumenti vietati (telefono cellulare e MP3) nelle ore di lezione;
  - Ingresso in ritardo;
  - Svolgimento di un compito in classe viziato da comportamenti scorretti (per esempio, copiare);
  - Mancato rispetto del regolamento d'istituto.
  - Dimenticanza dei compiti.

Esistono altre motivazioni per cui la figura educatrice ricorre alla violenza: in particolare l'umiliazione, con cui talvolta si condisce l'atto punitivo, è dettata dalla ricerca di soddisfazione personale e non dalla percezione di reale utilità per il soggetto punito. Nel suo "La Persecuzione del Bambino. Le radici della Violenza.", Alice Miller descrive la sottile ambiguità della pedagogia nera. Di seguito, un passo dell'opera:
«L'impiego consapevole dell'umiliazione, che soddisfa i bisogni degli educatori, distrugge l'autoconsapevolezza del bambino, lo rende insicuro e inibito, e tuttavia viene elogiata come un buon servizio che gli si rende.»